# Weddel·lita
La weddel·lita és un mineral de la classe dels compostos orgànics. Rep el seu nom de la seva localitat tipus: el Mar de Weddell, a l'Antàrtida.

## Característiques
La weddel·lita és una substància orgànica de fórmula química Ca(C₂O₄)·2H₂O. Cristal·litza en el sistema tetragonal. Es troba típicament en forma de cristalls aïllats, amb {011}, i allargats al llarg de [010], acabats per 001}, de fins 4 centímetres; comunament corroïts. La seva duresa a l'escala de Mohs és 4.
Segons la classificació de Nickel-Strunz, la weddel·lita pertany a «10.AB - Sals d'àcids orgànics: oxalats» juntament amb els següents minerals: humboldtina, lindbergita, gluixinskita, moolooïta, stepanovita, minguzzita, wheatleyita, zhemchuzhnikovita, whewel·lita, caoxita, oxammita, natroxalat, coskrenita-(Ce), levinsonita-(Y), zugshunstita-(Ce) i novgorodovaïta.

## Formació i jaciments
Va ser descoberta l'any 1942 en els fangs del fons del Mar de Weddell, a l'Antàrtida Occidental. Sol trobar-se associada a altres minerals com: whewel·lita, urea, fosfammita i aftitalita. Als territoris de parla catalana ha estat trobada a la cova d'en Genera, a Gurp (Tremp, Pallars Jussà).